# قيادة تدريسية
القيادة التدريسية مصطلح يُستخدم في مدارس رياض الأطفال وحتى الصف الثاني عشر لوصف معلمي الصفوف الذين يتولون في الوقت نفسه أدوارًا إدارية خارج فصولهم الدراسية للمساعدة في أداء مهام النظام المدرسي الأكبر. قد تشمل مهامهم، على سبيل المثال لا الحصر، إدارة التدريس والتعلم وتخصيص الموارد. يتمتع المعلمون الذين يضطلعون بأدوار قيادية عادةً بخبرة واحترام في مجال تخصصهم، مما يُمكّنهم ويعزز التعاون بين أقرانهم.